# 51. Oscar-gála
Az 51. Oscar-gálát, a Filmakadémia díjátadóját 1979. április 9-én tartották meg. Az estét két, a vietnámi háborút ellentétes nézőpontból bemutató film küzdelme jellemezte. A szarvasvadász hazafias szemléletével nyerte el a film és a rendezői díjat, a Hazatérés, Jane Fonda háború ellenes filmje pedig a színészi Oscarokat gyűjtötte be.
A külföldi filmek versenyében Fábri Zoltán Magyarok című alkotása került harmadik magyar filmként a jelöltek közé.

## Kategóriák és jelöltek
nyertesek félkövérrel jelölve

### Legjobb film
- A szarvasvadász (The Deer Hunter) – EMI Films/Cimino, Universal – Barry Spikings, Michael Deeley, Michael Cimino, John Peverall
  - Éjféli expressz (Midnight Express) – Casablanca-Filmworks, Columbia – Alan Marshall and David Puttnam
  - Ép testben épp, hogy élek (Heaven Can Wait) – Dogwood, Paramount – Warren Beatty
  - Hazatérés (Coming Home) – Hellman, United Artists – Jerome Hellman
  - Asszony férj nélkül (An Unmarried Woman) – 20th Century-Fox – Paul Mazursky és Tony Ray

### Legjobb színész
- Jon Voight  –  Hazatérés
  - Warren Beatty     –  Ép testben épp, hogy élek (Heaven Can Wait)
  - Gary Busey     –  Buddy Holly története (The Buddy Holly Story)
  - Robert De Niro      –  A szarvasvadász
  - Laurence Olivier    –  A brazíliai fiúk (The Boys from Brazil)

### Legjobb színésznő
- Jane Fonda  –  Hazatérés (Coming Home)
  - Ingrid Bergman  –  Őszi szonáta (Autumn Sonat)
  - Ellen Burstyn  – Jövőre, veled, ugyanitt (Same Time, Next Year)
  - Jill Clayburgh  –  Asszony férj nélkül (An Unmarried Woman)
  - Geraldine Page  –  Interiors

### Legjobb férfi mellékszereplő
- Christopher Walken  –  A szarvasvadász
  - Bruce Dern  –  Hazatérés
  - Richard Farnsworth  –  Ha eljő a lovas
  - John Hurt  –  Éjféli expressz (Midnight Express)
  - Jack Warden  –  Ép testben épp, hogy élek

### Legjobb női mellékszereplő
- Maggie Smith – California Suite
  - Dyan Cannon – Ép testben épp, hogy élek (Heaven Can Wait)
  - Penelope Milford – Hazatérés
  - Maureen Stapleton – Interiors
  - Meryl Streep – A szarvasvadász

### Legjobb rendező
- Michael Cimino – A szarvasvadász
  - Woody Allen – Vívódások
  - Hal Ashby – Hazatérés
  - Warren Beatty, Buck Henry – Ép testben épp, hogy élek (Heaven Can Wait)
  - Alan Parker – Éjféli expressz (Midnight Express)

### Legjobb eredeti történet
- Hazatérés – Robert Jones, Waldo Salt
  - Őszi szonáta – Ingmar Bergman
  - A szarvasvadász – Michael Cimino, Deric Washburn, Louis Garfinkle, Quinn K. Redeker
  - Szobabelsők – Woody Allen
  - An Unmarried Woman – Paul Mazursky

### Legjobb adaptált forgatókönyv
- Éjféli expressz (Midnight Express) – Oliver Stone forgatókönyve Billy Hayes és William Hoffer regénye alapján
  - Vérrokonok – Walter Newman forgatókönyve Richard Price regénye alapján
  - Kaliforniai lakosztály – Neil Simon saját színműve alapján
  - Ép testben épp, hogy élek (Heaven Can Wait) – Elaine May, Warren Beatty forgatókönyve Harry Seagal színműve alapján
  - Jövőre veled ugyanitt Year – Bernard Slade saját színműve alapján

### Legjobb operatőr
- Nestor Almendros, Mennyei napok (Days of Heaven)
  - William A. Fraker, Ép testben épp, hogy élek (Heaven Can Wait)
  - Oswald Morris, A Wiz (The Wiz)
  - Robert Surtees, Jövőre veled ugyanitt
  - Vilmos Zsigmond, A szarvasvadász

### Látványtervezés és díszlet
- Paul Sylbert, Edwin O'Donovan, George Gaines – Ép testben épp, hogy élek (Heaven Can Wait)
  - Dean Tavoularis, Angelo Graham, George R. Nelson – Haláli meló
  - Albert Brenner, Marvin March – Kaliforniai lakosztály
  - Mel Bourne, Daniel Robert – Vívódások
  - Tony Walton, Philip Rosenberg, Edward Stewart, Robert Drumheller – A Wiz (The Wiz)

### Legjobb vágás
- A szarvasvadász – Peter Zinner
  - A brazíliai fiúk (The Boys from Brazil) – Robert E. Swink
  - Hazatérés – Don Zimmerman
  - Éjféli expressz (Midnight Express)- Gerry Hambling
  - Superman – Stuart Baird

### Legjobb vizuális effektus
- Les Bowie, Colin Chilvers, Denys Coop, Roy Field, Derek Meddings, Zoran Perisic - Superman - (vizuális effektus)

### Legjobb idegen nyelvű film
- Get Out Your Handkerchiefs – (Preparez vos mouchoirs) (Franciaország) – Belga Films, C.A.P.A.C., Les Films Ariane, SODEP – Paul Claudon, Georges Danciger, Alexandre Mnouchkine producerek – Bertrand Blier rendező
  - Fekete fülű fehér Bim (Belij Bim – Csornoje uho) (Szovjetunió) – Gorkij Filmstúdió – producer – Sztanyiszlav Rosztockij rendező
  - The Glass Cell (Die Gläsene Zelle) (Németország) – Bayerischer Rundfunk (BR), Radiotelevisão Portuguesa (RTP), Roxy Film GmbH, Royal, Solaris Film – Luggi Waldleitner producer – Hans W. Geissendörfer rendező
  - Magyarok (Magyarország) – Capital, Clircio, Dialóg Filmstúdió, Hungarofilm, Mafilm – producer – Fábri Zoltán rendező
  - The New Monsters (I Nuovi mostri) (Olaszország) – Dean Film – Pio Angeletti, Adriano De Micheli producerek – Mario Monicelli, Dino Risi, Ettore Scola rendezők

### Legjobb filmzene

#### Eredeti filmzene
- Éjféli expressz (Midnight Express) – Giorgio Moroder
  - A brazíliai fiúk (The Boys from Brazil) – Jerry Goldsmith
  - Mennyei napok (Days of Heaven) – Ennio Morricone
  - Ép testben épp, hogy élek (Heaven Can Wait) – Dave Grusin
  - Superman – John Williams

#### Adaptált filmzene
- Buddy Holly története (The Buddy Holly Story) – Joe Renzetti
  - Csinos kislány (Pretty Baby) – Jerry Wexler
  - A Wiz (The Wiz) – Quincy Jones

## Statisztika

### Egynél több jelöléssel bíró filmek
- 9: The Deer Hunter, Heaven Can Wait
- 8: Hazatérés (Coming Home)
- 6: Éjféli expressz (Midnight Express)
- 5: Belső terek (Interiors)
- 4: Days of Heaven, Same Time, Next Year, The Wiz
- 3: A brazíliai fiúk (The Boys from Brazil), Buddy Holly története (The Buddy Holly Story), Kaliforniai lakosztály (California Suite), Superman, Asszony férj nélkül (An Unmarried Woman)
- 2: Autumn Sonata

### Egynél több díjjal bíró filmek
- 5: A szarvasvadász (The Deer Hunter)
- 3: Hazatérés (Coming Home)
- 2: Éjféli expressz (Midnight Express)

## Külső hivatkozások
- Az 1979. év Oscar-díjasai az Internet Movie Database-ben